# Cygnus CRS OA-4
Cygnus CRS OA-4 (inna nazwa Orbital Sciences CRS Flight 4) – misja statku transportowego Cygnus, wykonana przez prywatną firmę Orbital ATK na zlecenie amerykańskiej agencji kosmicznej NASA w ramach programu CRS w celu zaopatrzenia Międzynarodowej Stacji Kosmicznej. W tej misji został wykorzystany statek nazwany S.S. Deke Slayton II na cześć zmarłego astronauty Deke’a Slaytona. Firma Orbital ATK użyła tej nazwy po raz drugi po tym, jak Cygnus CRS Orb-3 z tym samym imieniem uległ zniszczeniu w wyniku katastrofy rakiety Antares.

## Przebieg misji

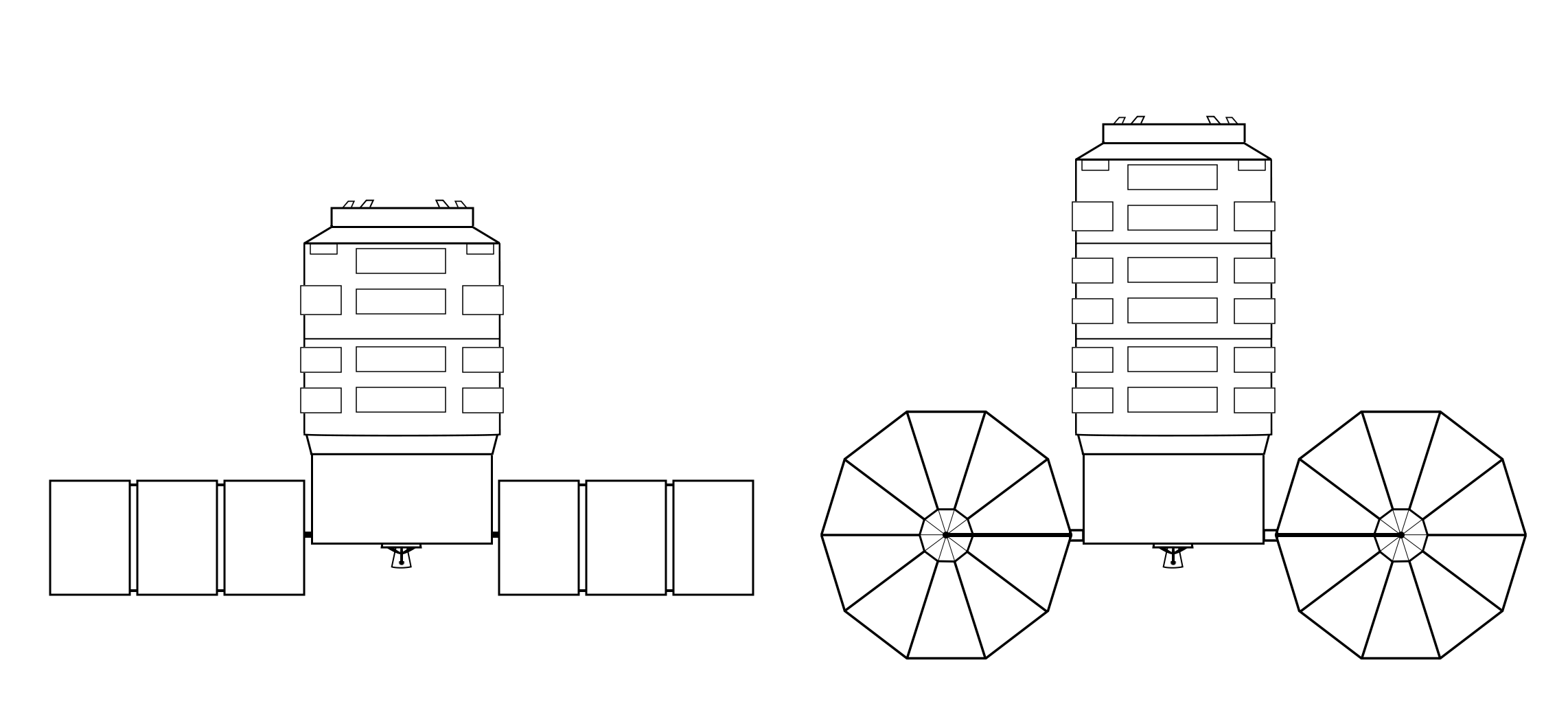
Szkic przedstawiający różnicę pomiędzy standardową (z lewej) a powiększoną (z prawej) wersją Cygnusa z zachowaniem skali

Start misji Cygnusa miał miejsce 6 grudnia 2015 roku o 21:44:57 czasu UTC. Do wyniesienia statku na orbitę wykorzystana została rakieta Atlas V 401, która wystartowała z kompleksu startowego SLC-41 kosmodromu Cape Canaveral Air Force Station. Początkowo planowano wykorzystać rakietę Antares, jednak w związku z jej eksplozją podczas poprzedniej misji, konieczne okazało się dokonanie zmian w jej konstrukcji. Zmieniona wersja rakiety Antares nie została jednak przygotowana na czas tego startu. W tej misji wykorzystana została powiększona wersja statku Cygnus, która zapewnia ok. 8 m³ większą pojemność i jest w stanie wynieść na orbitę do 1,5 t ładunku więcej niż standardowa wersja.
Cygnus S.S. Deke Slayton II dotarł w pobliże stacji ISS 9 grudnia 2015 roku. O 11:19 UTC został on uchwycony przez mechaniczne ramię Canadarm2 i następnie przyciągnięty do stacji. Cumowanie nastąpiło o 14:26 UTC do portu dokującego na module Unity.
Statek Cygnus pozostał zadokowany do ISS przez 71 dni, po czym został odcumowany 19 lutego 2016 o 10:38 UTC, a następnie odciągnięty od stacji przez Canadarm2. Mechaniczne ramię stacji uwolniło Cygnusa o 12:26 UTC i statek zaczął oddalać się od ISS. Dzień później dokonano jego kontrolowanej deorbitacji w wyniku czego Cygnus S.S. Deke Slayton II spłonął w atmosferze ok. 16:00 UTC.

## Ładunek
Na pokładzie Cygnusa znajdowało się 3349 kg zaopatrzenia dla stacji ISS, w tym:
- 1181 kg zaopatrzenia dla załogi (m.in. pożywienie i środki higieniczne),
- 1007 kg środków potrzebnych do sprawnego funkcjonowania stacji (m.in. wyposażenie do systemów zarządzania atmosferą wewnątrz stacji, oprzyrządowanie elektryczne, części do sprzętu wykorzystywanego na ISS),
- 847 kg materiału do badań i eksperymentów (m.in. nowe stanowisko badawcze do badań nad mikroorganizmami),
- 87 kg urządzeń elektronicznych (m.in. urządzenia audiowizualne i fotograficzne),
- 227 kg przedmiotów potrzebnych do spacerów kosmicznych (m.in. części skafandra kosmicznego EMU).

Statek Cygnus S.S. Deke Slayton II zabrał z sobą również 20 satelitów typu CubeSat oraz specjalny dyspenser do ich wyrzucania w otwartą przestrzeń kosmiczną. Wśród nich znalazły się m.in. nanosatelity skonstruowane przez studentów Texas A&M University i University of Texas at Austin.

## Galeria

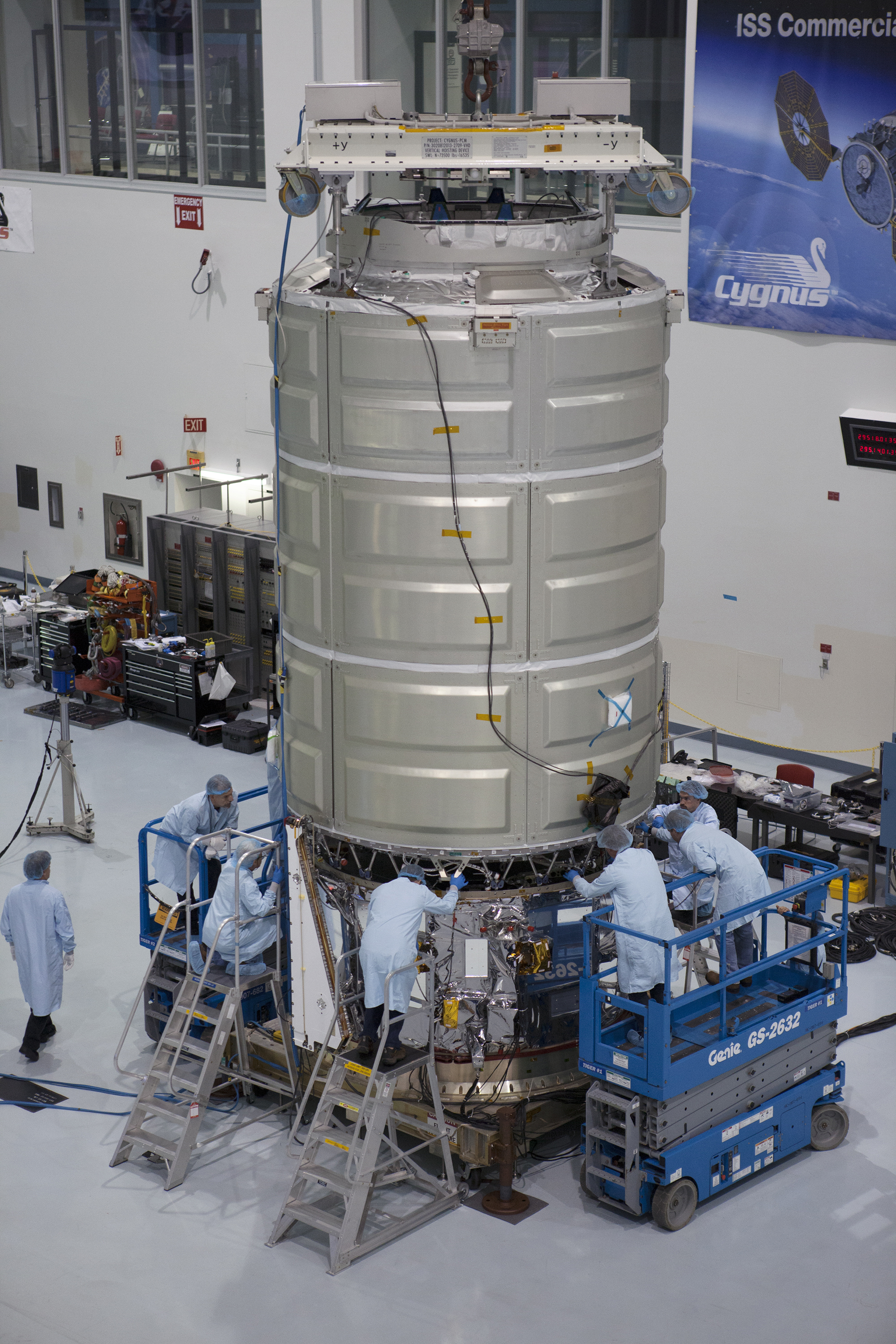
Przygotowywanie statku Cygnus S.S. Deke Slayton II do startu w Centrum Kosmiczne Johna F. Kennedy’ego
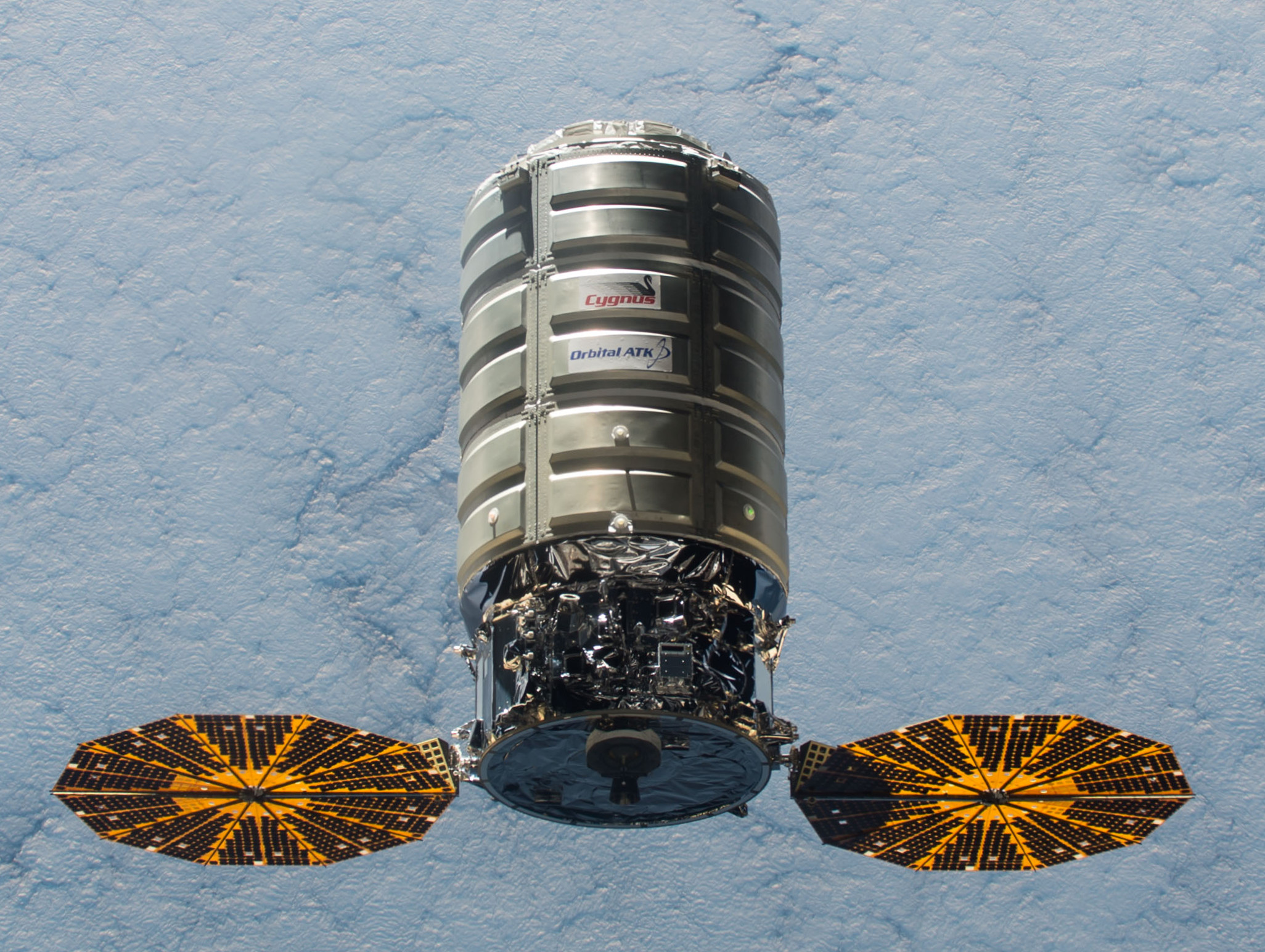
Cygnus S.S. Deke Slayton II zbliża się do ISS
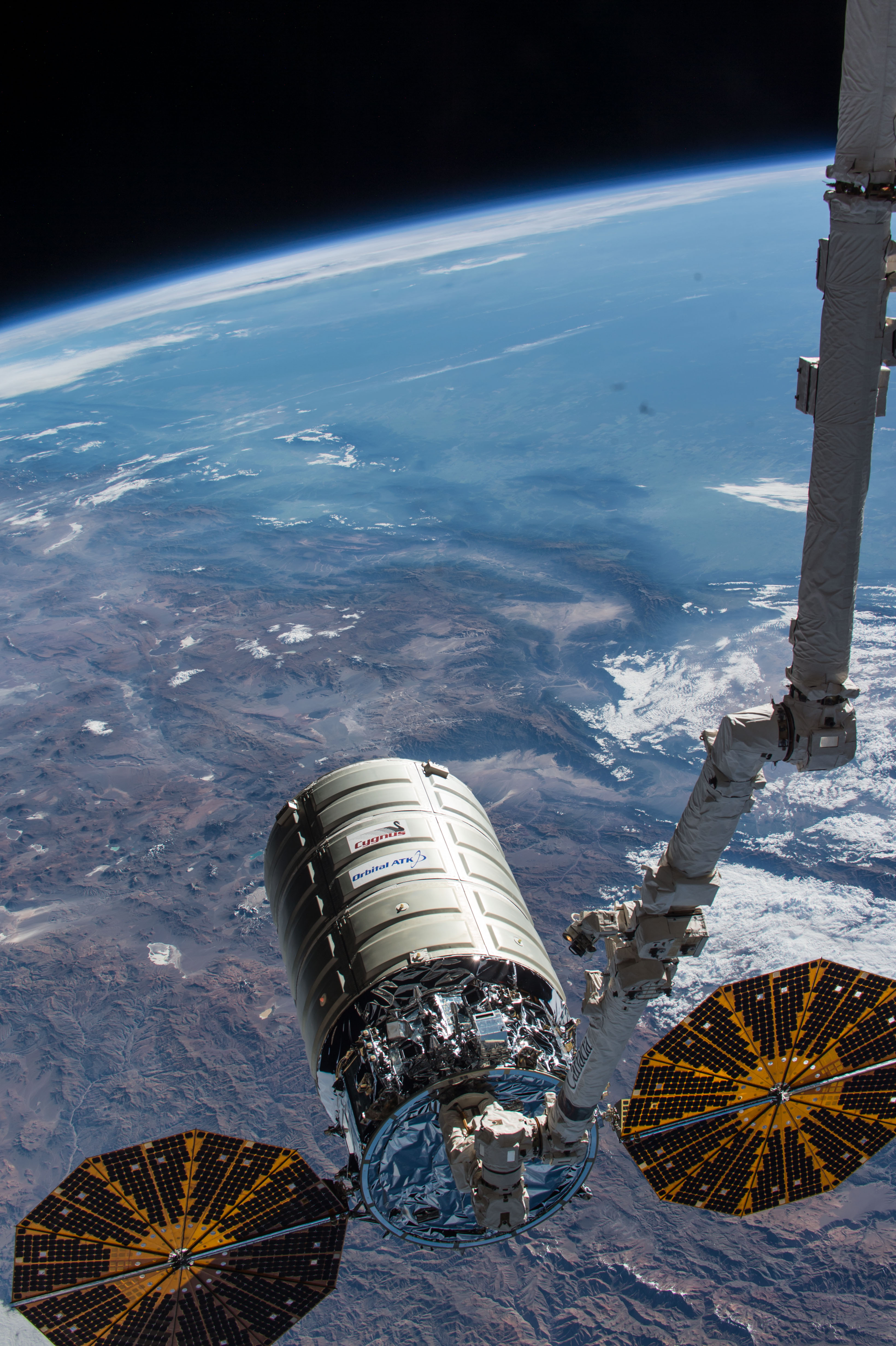
Cygnus S.S. Deke Slayton II przed wypuszczeniem go przez Canadarm2 po oddokowaniu od ISS
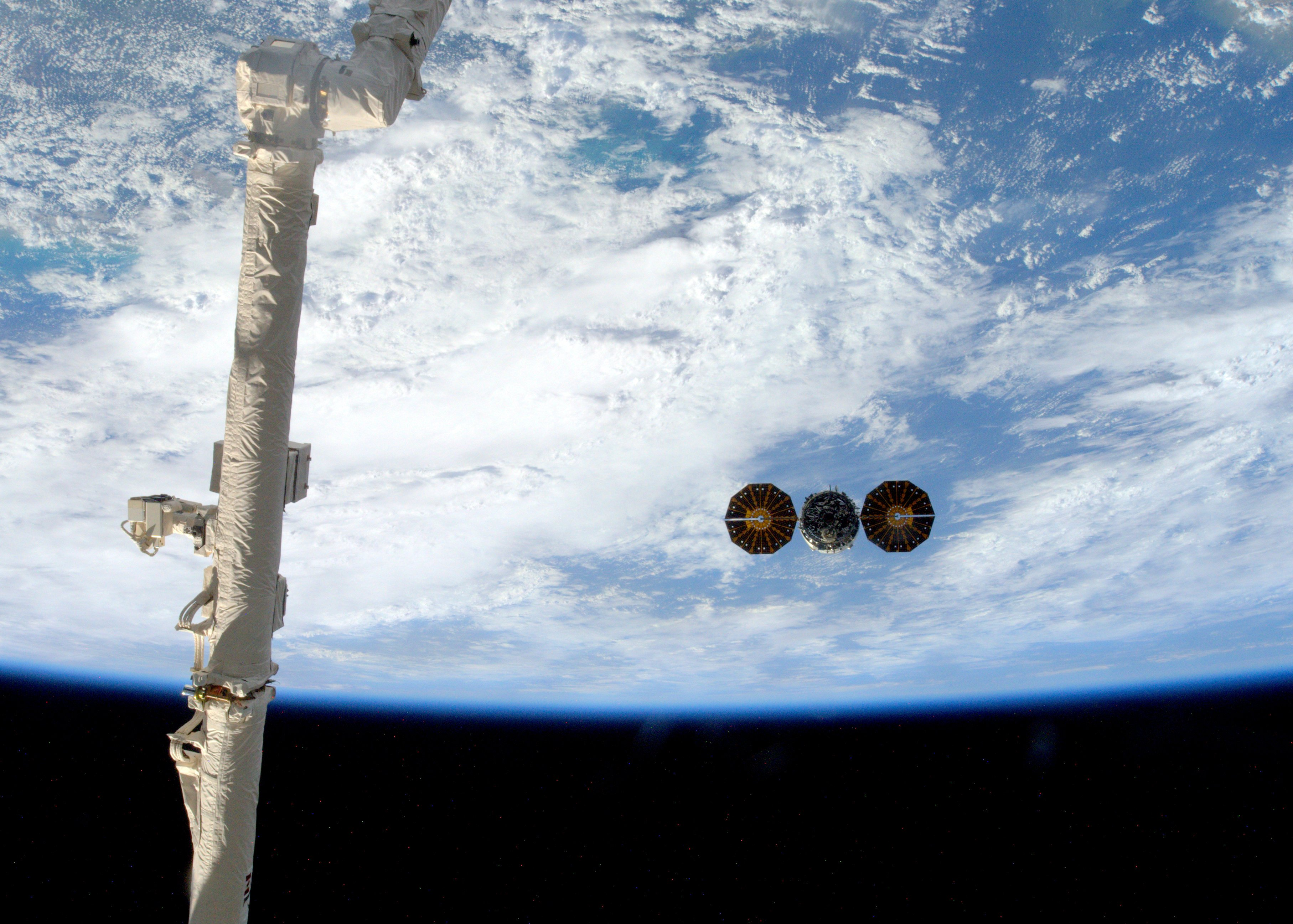
Statek Cygnus S.S. Deke Slayton II oddala się od stacji ISS po wypuszczeniu go przez Canadarm2